# Thajská hokejová reprezentace
Thajská hokejová reprezentace je národní hokejové mužstvo Thajska. Hokejový svaz sdružuje 323 registrovaných hráčů (z toho 116 seniorů), majících k dispozici 13 hal s umělou ledovou plochou. Thajsko je členem Mezinárodní federace ledního hokeje od 27. dubna 1989.

## Mistrovství světa v ledním hokeji
| MS   | Úroveň                 | Místo turnaje | Umístění | Celkově   |
| ---- | ---------------------- | ------------- | -------- | --------- |
| 2019 | Divize III kvalifikace | Abú Zabí      | 3. místo | 49. místo |
| 2022 | Divize III B           | Kapské Město  | 2. místo | 43. místo |
| 2023 | Divize III A           | Kapské Město  | 4. místo | 44. místo |
| 2024 | Divize III A           | Biškek        | 1. místo | 41. místo |
| 2025 | Divize II B            | Dunedin       | 6. místo | 40. místo |
| 2026 | Divize III A           |               |          |           |

## Mezistátní utkání Thajska
02.02.2003  Japonsko 39:0 Thajsko 
03.02.2003  Čína 24:2 Thajsko 
06.02.2003  Thajsko 4:2 Mongolsko 
07.03.2005  Tchaj-wan 5:3 Thajsko 
10.03.2005  Hongkong 5:3 Thajsko 
17.12.2005  Tchaj-wan 11:4 Thajsko 
26.01.2007  Spojené arabské emiráty 4:0 Thajsko 
29.01.2007  Kazachstán 52:1 Thajsko 
30.01.2007  Thajsko 6:0 Macao 
02.02.2007  Thajsko 4:3 Hongkong 
24.04.2008  Tchaj-wan 3:1 Thajsko 
24.04.2008  Thajsko 3:2 Macao 
25.04.2008  Malajsie 2:2 Thajsko 
25.04.2008  Singapur 1:0 Thajsko 
26.04.2008  Thajsko 4:2 Hongkong 
15.03.2009  Thajsko 14:0 Indie 
16.03.2009  Thajsko 8:2 Malajsie 
17.03.2009  Thajsko 5:3 Mongolsko 
19.03.2009  Thajsko 6:4 Hongkong 
20.03.2009  Spojené arabské emiráty 5:3 Thajsko 
29.03.2010  Thajsko 11:0 Singapur 
30.03.2010  Thajsko 5:0 Kuvajt 
01.04.2010  Thajsko 6:1 Malajsie 
02.04.2010  Thajsko 6:0 Macao 
03.04.2010  Tchaj-wan 4:2 Thajsko 
04.04.2010  Thajsko 5:2 Malajsie 
28.01.2011  Kyrgyzstán 15:4 Thajsko 
29.01.2011  Thajsko 29:0 Bahrajn 
31.01.2011  Thajsko 5:3 Kuvajt 
02.02.2011  Thajsko 16:1 Malajsie 
04.02.2011  Thajsko 7:1 Mongolsko 
05.02.2011  Thajsko 9:2 Spojené arabské emiráty 
25.04.2011  Thajsko 29:0 Indie 
26.04.2011  Hongkong 7:5 Thajsko 
27.04.2011  Thajsko 8:3 Macao 
29.04.2011  Thajsko 6:3 Kuvajt 
30.04.2011  Spojené arabské emiráty 6:3 Thajsko 
18.03.2012  Spojené arabské emiráty 4:3 Thajsko 
20.03.2012  Thajsko 14:0 Tchaj-wan 
22.03.2012  Thajsko 8:2 Kuvajt 
24.03.2012  Thajsko 5:4 Kuvajt 
25.03.2012  Spojené arabské emiráty 3:0 Thajsko 
16.03.2013  Thajsko 10:0 Kuvajt 
18.03.2013  Thajsko 16:3 Malajsie 
20.03.2013  Tchaj-wan 7:2 Thajsko 
21.03.2013  Thajsko 3:2 Spojené arabské emiráty 
22.03.2013  Mongolsko 5:4 Thajsko 
16.03.2014  Thajsko 2:1 Hongkong 
17.03.2014  Spojené arabské emiráty 5:4 Thajsko 
19.03.2014  Tchaj-wan 15:1 Thajsko 
20.03.2014  Mongolsko 8:2 Thajsko 
22.03.2014  Thajsko 10:2 Kuvajt 
14.03.2015  Spojené arabské emiráty 5:2 Thajsko 
16.03.2015  Tchaj-wan 9:0 Thajsko 
17.03.2015  Thajsko 4:1 Macao 
19.03.2015  Mongolsko 6:2 Thajsko 
12.03.2016  Spojené arabské emiráty 6:1 Thajsko 
13.03.2016  Tchaj-wan 8:1 Thajsko 
16.03.2016  Thajsko 7:1 Singapur 
18.03.2016  Mongolsko 7:3 Thajsko 